# Língua andebele meridional
Andebele meridional ou andebele do Transvaal (na própria língua, isiNdebele) é uma língua banta falada em três países da África austral. Há dois dialetos dessa língua na África do Sul: o do norte do Transvaal e o do sul do Transvaal.
Existe também uma língua diferente, falada principalmente no Zimbábue, que tem porém o mesmo nome, chamada, para diferenciá-las, língua andebele setentrional.
Quanto aos andebeles meridionais, quando vigorava o regime do apartheid sul-africano, foi criado um bantustão chamado Cuandebele e neste foi instalada uma emissora de rádio que transmitia na língua andebele meridional. A Bíblia foi inteiramente traduzida para andebele meridional em 1978.

## Alfabeto
O alfabeto utilizado é o latino devidamente adaptado ao idioma por missionários.
São 5 vogais (a, e, i, o, u)
As consoantes usadas isoladamente são: b, c, d, f, g, h, j, k, l, m, n, p, q, s, t, v, w, x, y, z - Não existe o R; o Y é uma consoante com som "dj";
São usadas 15 combinações de consoantes: bh, dl, dh, hh, hl, kh, kl, ng, ny, ph, th, tj, tjh, tlh, ts, tsh;

### Amostra de texto
Abantu bonke bazalwa bekhululekile njalo belingana kumalungelo abo. Balesipho sikanembeza, ngakho bamele baphathane ngomoya otshengisa ubuhlobo lobunye.